# Liste de montagnes, pics et collines de Hong Kong
Voici une liste de montagnes, de collines et de pics à Hong Kong.
Shan (山) et leng (嶺) sont les traductions des mots cantonais pour désigner respectivement les termes de « montagne » et de « crête ». Les termes Toi (台), Kong (崗), Fung (峰) et Koi (蓋) correspond également à « montagne » en français ; Teng (頂) signifie « pic » en français.

## Plus hauts sommets de Hong Kong
| Rang | Nom                              | Altitude (m) | Parc rural             | Localisation                                                                                      | Remarques |
| ---- | -------------------------------- | ------------ | ---------------------- | ------------------------------------------------------------------------------------------------- | --- |
| 1    | Tai Mo Shan                      | 957          | Tai Mo Shan            | au centre des Nouveaux Territoires                                                                | Sentier MacLehose section no 8 |
| 2    | Pic de Lantau (Fung Wong Shan)   | 934          | Sud-Lantau             | au centre de l'île de Lantau                                                                      | Sommet le plus haut accessible au public. Sentier Lantau section no 3 |
| 3    | Pic Sunset (Tai Tung Shan)       | 869          | Sud-Lantau             | dans le sud de l'île de Lantau                                                                    | Sentier Lantau section no 2 |
| 4    | Sze Fong Shan                    | 785          | Tai Mo Shan            | au centre des Nouveaux Territoires                                                                | Sentier MacLehose section no 8 |
| 5    | Wo Yang Shan                     | 771          | Tai Mo Shan            | au centre des Nouveaux Territoires                                                                | Sentier MacLehose section no 8 |
| 6    | Lin Fa Shan                      | 766          | Nord-Lantau            | au centre de l'île de Lantau                                                                      | Sentier Lantau section no 2 |
| 7    | Miu Gou Toi                      | 765          | Tai Mo Shan            | au centre des Nouveaux Territoires                                                                | Second plus haut sommet de Tai Mo Shan |
| 8    | Nei Lak Shan                     | 754          | Nord-Lantau            | dans le sud de l'île de Lantau                                                                    | Sentier Lantau section no 3 |
| 9    | Yi Tung Shan                     | 749          | Nord-Lantau            | dans l'est de l'île de Lantau                                                                     | Sentier Lantau section no 2 |
| 10   | Sam San Toi                      | 721          | Nord-Lantau            | au centre de l'île de Lantau                                                                      | |
| 11=  | Wo Tong Kong                     | 702          | Tai Mo Shan            | au centre des Nouveaux Territoires                                                                | [ 2 ] |
| 11=  | Ma On Shan                       | 702          | Ma On Shan             | dans l'est des Nouveaux Territoires                                                               | |
| 13   | Ngau Ngak Shan (The Hunch Backs) | 677          | Ma On Shan             | dans l'est des Nouveaux Territoires                                                               | |
| 14   | Yin Ngam Deng                    | 660          | Tai Mo Shan            | au centre des Nouveaux Territoires                                                                | |
| 15   | Grassy Hill                      | 647          | Shing Mun              | au centre des Nouveaux Territoires                                                                | |
| 16   | Wong Leng                        | 639          | Pat Sin Leng           | dans le nord-est des Nouveaux Territoires                                                         | |
| 17   | Buffalo Hill                     | 606          | Ma On Shan             | dans l'est des Nouveaux Territoires                                                               | |
| 18   | West Buffalo Hill                | 604          | Ma On Shan             | dans l'est des Nouveaux Territoires                                                               | |
| 19   | Pic Kowloon (Fei Ngo Shan)       | 602          | Ma On Shan             | à l'est de Kowloon                                                                                | |
| 20   | Shun Yeung Fung                  | 591          | Pat Sin Leng           | dans le nord-est des Nouveaux Territoires                                                         | Sommet du Pat Sin Leng. |
| 21=  | Tiu Shau Ngam                    | 588          | Tai Mo Shan            | au centre des Nouveaux Territoires                                                                | |
| 21=  | Jau Ma Gong                      | 588          | Ma On Shan             | dans l'est des Nouveaux Territoires                                                               | |
| 23=  | Middle Hill                      | 585          | Ma On Shan             | à l'est de Kowloon                                                                                | |
| 23=  | Kai Kung Leng                    | 585          | Lam Tsuen              | dans le nord-ouest des Nouveaux Territoires                                                       | |
| 23=  | Lo Tin Deng                      | 585          | Lam Tsuen              | dans le nord-ouest des Nouveaux Territoires                                                       | 1re cime du Kai Kung Leng. |
| 26   | Pic Castle                       | 583          |                        | dans l'ouest des Nouveaux Territoires, à l'ouest de Tuen Mun                                      | Aussi connu sous le nom de Ching Shan ou Pui To Shan |
| 27   | Lin Fa Shan                      | 579          | Tai Lam                | dans le district de Tsuen Wan                                                                     | |
| 28   | Tate's Cairn                     | 577          | Ma On Shan             | au nord-est de Kowloon                                                                            | Aussi connu sous le nom de Tai Lo Shan. |
| 29   | Tai Lo Tin                       | 572          | Lam Tsuen              | dans le nord-ouest des Nouveaux Territoires                                                       | 2e cime du Kai Kung Leng. |
| 30   | Tai To Yan                       | 566          | Lam Tsuen              | dans le nord-ouest des Nouveaux Territoires                                                       | |
| 31   | Wong Juk Shan                    | 560          | Ma On Shan             | dans l'est des Nouveaux Territoires                                                               | |
| 32   | Pic Victoria                     | 552          | Pok Fu Lam             | sur l'île de Hong Kong                                                                            | Nommé en l'honneur de la reine Victoria ; aussi connu sous le nom de mont Austin (en référence à l'ancien Secrétaire colonial John Gardiner Austin (en)), et appelé localement « le Pic ». C'était autrefois un volcan. |
| 33   | Lai Pek Shan                     | 550          | Pat Sin Leng           | dans le nord-est des Nouveaux Territoires                                                         | |
| 34   | Kwun Yum Shan                    | 546          | Tai Mo Shan            | au centre des Nouveaux Territoires                                                                | |
| 35   | Tung Shan                        | 544          | Ma On Shan             | à l'est de Kowloon                                                                                | |
| 36   | Chung Li Fung                    | 543          | Pat Sin Leng           | dans le nord-est des Nouveaux Territoires                                                         | Sommet du Pat Sin Leng. |
| 37   | Shek Nga Shan                    | 540          | Ma On Shan             | dans l'est des Nouveaux Territoires                                                               | |
| 38   | Kau Nga Ling                     | 539          | Sud-Lantau             | au sud de l'île de Lantau                                                                         | |
| 39   | Pyramid Hill                     | 536          | Ma On Shan             | dans l'est des Nouveaux Territoires                                                               | Aussi connu sous le nom de Tai Kam Chung. |
| 40   | Tung Yeung Shan                  | 533          | Ma On Shan             | au nord-est de Kowloon                                                                            | |
| 41=  | Needle Hill                      | 532          | Shing Mun              | au centre des Nouveaux Territoires                                                                | Aussi connu sous le nom de Cham Shan. |
| 41=  | Mont Parker                      | 532          | Tai Tam                | sur l'île de Hong Kong                                                                            | |
| 43=  | Kao Lao Fung                     | 530          | Pat Sin Leng           | dans le nord-est des Nouveaux Territoires                                                         | Sommet du Pat Sin Leng. |
| 43=  | Kuai Li Fung                     | 530          | Pat Sin Leng           | dans le nord-est des Nouveaux Territoires                                                         | Sommet du Pat Sin Leng. |
| 45   | Pok To Yan                       | 529          | Nord-Lantau            | dans le sud de l'île de Lantau                                                                    | |
| 46=  | Fu Yung Pit                      | 514          | Ma On Shan             | au nord-est de Kowloon                                                                            | |
| 46=  | Hsien Ku Fung                    | 514          | Pat Sin Leng           | dans le nord-est des Nouveaux Territoires                                                         | Sommet du Pat Sin Leng |
| 48=  | Sheung Tsz Fung                  | 510          | Pat Sin Leng           | dans le nord-est des Nouveaux Territoires                                                         | Sommet du Pat Sin Leng |
| 48=  | Tsao Kau Fung                    | 510          | Pat Sin Leng           | dans le nord-est des Nouveaux Territoires                                                         | Sommet du Pat Sin Leng |
| 50   | Pak Tai To Yan                   | 509          | Lam Tsuen              | dans le nord-ouest des Nouveaux Territoires                                                       | |
| 51   | Kau Keng Shan                    | 507          | Tai Lam                | dans l'ouest des Nouveaux Territoires                                                             | |
| 52   | Mont Kellett                     | 501          | Aberdeen               | sur l'île de Hong Kong                                                                            | Nommé en l'honneur de Henry Kellett, explorateur et officier naval britannique. |
| 53   | Lion Rock                        | 495          | Lion Rock              | au nord de Kowloon                                                                                | |
| 54   | High West                        | 494          | Pok Fu Lam             | sur l'île de Hong Kong                                                                            | |
| 55   | Sze Tse Tau Shan                 | 494          | Sud-Lantau             | dans le sud de l'île de Lantau                                                                    | |
| 56   | Robin's Nest                     | 492          |                        | dans le nord des Nouveaux Territoires                                                             | Aussi connu sous le nom de Hung Fa Leng. |
| 57=  | Ling Wui Shan                    | 490          | Sud-Lantau             | sur l'île de Lantau                                                                               | |
| 57=  | Choi Wo Fung                     | 490          | Pat Sin Leng           | dans le nord-est des Nouveaux Territoires                                                         | Sommet du Pat Sin Leng. |
| 59   | Hung Fa Chai                     | 489          |                        | dans le nord-est des Nouveaux Territoires                                                         | Aussi connu sous le nom de Ben Nevis sur d'anciennes cartes marines. |
| 60   | Temple Hill                      | 488          |                        | au nord-est de Kowloon                                                                            | Aussi connu sous le nom de Tsz Wan Shan. |
| 61   | Kwai Tau Leng                    | 486          | Pat Sin Leng           | dans le nord-est des Nouveaux Territoires                                                         | |
| 62   | Por Kai Shan                     | 482          | Nord-Lantau            | au sud-est de Tung Chung, fait face à Urmston Road                                                | |
| 63   | Shek Uk Shan                     | 481          | Sai Kung Ouest         | à Sai Kung dans les Nouveaux Territoires                                                          | |
| 64   | North Tai To Yan                 | 480          | Lam Tsuen              | dans le nord-ouest des Nouveaux Territoires                                                       | près du Tai To Yan |
| 65=  | Muk Yue Shan                     | 479          | Nord-Lantau            | côté nord du Réservoir de Shek Pik                                                                | |
| 65=  | Mont Gough                       | 479          |                        | à l'est du pic Victoria et au nord du parc rural d'Aberdeen sur l'île de Hong Kong                | Nommé en l'honneur de Hugh Gough, 1er vicomte Gough, commandant en chef de l'armée britannique en Chine et en Inde |
| 66   | Shek Lung Kung                   | 473          | Tai Lam                | près de Ting Kau et au sud du Réservoir de Hoi Pui                                                | |
| 67   | Pic Sharp (Nam She Tsim)         | 468          | Sai Kung Est           |                                                                                                   | |
| 68   | Tai Hom Sham                     | 466          | Sud-Lantau             |                                                                                                   | |
| 69   | Lo Fu Tau                        | 465          | Nord-Lantau            |                                                                                                   | |
| 70   | Tin Fu Tsai Shan                 | 461          | Tai Lam                | près de Ting Kau                                                                                  | |
| 71   | Keung Shan                       | 459          | Sud-Lantau             | au nord de Tai Long Wan Tsuen                                                                     | |
| 72   | Beacon Hill                      | 457          | Lion Rock              |                                                                                                   | |
| 73   | Ngam Tau Shan                    | 451          | Sai Kung Ouest         |                                                                                                   | |
| 74   | Cheung Shan                      | 449          | sur l'île de Lantau    |                                                                                                   | |
| 75   | Cheung Yan Shan                  | 443          | sur l'île de Lantau    |                                                                                                   | |
| 76   | Cloudy Hill (Kau Lung Hang Shan) | 440          | Pat Sin Leng           | au centre des Nouveaux Territoires, au nord de Hong Lok Yuen et de la Zone Industrielle de Tai Po | |
| 77   | Mont Cameron                     | 439          | Aberdeen               |                                                                                                   | Nommé en l'honneur du major-général William Gordon Cameron (en), officier de l'armée britannique et ancien gouverneur de Hong Kong                                                                                      |
| 78   | Unicorn Ridge                    | 437          | Lion Rock              | chaîne de montagnes séparant Sha Tin de Kowloon                                                   | |
| 79   | Mont Butler                      | 436          | Tai Tam                |                                                                                                   | |
| 80   | Kwun Yam Shan                    | 434          |                        | sur l'île de Lantau                                                                               | |
| 81   | Violet Hill (Tsz Lo Lan Shan)    | 433          | sur l'île de Hong Kong |                                                                                                   | |
| 82   | Jardine's Lookout                | 433          | sur l'île de Hong Kong |                                                                                                   | Nommé en l'honneur du Britannique William Jardine (Jardine Matheson) |
| 83   | Razor Hill (Che Kwu Shan)        | 432          |                        | près de Pik Uk, Ta Ku Ling, Tseung Kwan O, et de Tai Po Tsai                                      | |
| 84   | Mont Nicholson                   | 430          | sur l'île de Hong Kong |                                                                                                   | |
| 85   | Sham Hang Lek                    | 430          | sur l'île de Lantau    |                                                                                                   | |
| 86   | Middle Kau Nga Ling              | 428          | sur l'île de Lantau    |                                                                                                   | |
| 87   | Siu Ma Shan                      | 424          | sur l'île de Hong Kong |                                                                                                   | |
| 88   | Ngau Yee Shek Shan               | 422          | Sai Kung Ouest         |                                                                                                   | |
| 89   | Tiu Tang Lung                    | 416          | Plover Cove            |                                                                                                   | |
| 90   | Tai Cham Koi                     | 408          | Sai Kung Est           | au nord du réservoir High Island                                                                  | |
| 91   | Luk Shan                         | 407          |                        | près de Sai Kung                                                                                  | |
| 92=  | Tai Sheung Tok                   | 399          | Ma On Shan             | près de Ngau Chi Wan                                                                              | |
| 92=  | Kai Kung Shan                    | 399          | Sai Kung Ouest         |                                                                                                   | |
| 94=  | Kau To Shan (Cove Hill)          | 399          |                        | dans l'ouest du parc rural de Shing Mun et au sud de Tai Po Kau dans Sha Tin                      | |
| 94=  | Nui Po Shan (Turret Hill)        | 399          | Ma On Shan             | près de Sha Tin                                                                                   | |
| 96   | Tsim Mei Fung                    | 395          | Ma On Shan             |                                                                                                   | |
| 97   | Gon Shan                         | 394          |                        |                                                                                                   | |
| 98   | Fa Mei Shan                      | 391          |                        | près de Sai Kung                                                                                  | |
| 99   | Wa Mei Shan                      | 391          | Sai Kung Ouest         |                                                                                                   | |
| 100  | The Twins South                  | 386          | sur l'île de Hong Kong |                                                                                                   | |
| 101  | Lui Ta Shek                      | 379          | Sai Kung Ouest         |                                                                                                   | |
| 102  | Lau Fa Tung                      | 378          | sur l'île de Lantau    |                                                                                                   | |
| 103  | Yuen Tau Shan                    | 375          |                        | près de Tuen Mun                                                                                  | |
| 104  | Nga Ying Shan                    | 374          | sur l'île de Lantau    |                                                                                                   | |
| 105  | Kai Kung Shan                    | 374          | Lam Tsuen              |                                                                                                   | |
| 106  | Mont Hallowers (Tam Chai Shan)   | 372          | Sai Kung Ouest         |                                                                                                   | |
| 107  | Tai Mun Shan                     | 370          |                        | près de Big Wave Bay (ou Tai Long Wan près de Chek King sur la péninsule de Sai Kung)             | |
| 108  | Golden Hill (Kam Shan)           | 369          | Kam Shan               |                                                                                                   | |
| 109  | Fan Kei Tok                      | 369          | Plover Cove            |                                                                                                   | |
| 110  | Tin Mei Shan                     | 366          | Sai Kung Est           | coin nord-ouest du réservoir High Island                                                          | |
| 111  | The Twins North                  | 363          | sur l'île de Hong Kong |                                                                                                   | |
| 112  | Bird's Hill (Lung Shan)          | 360          |                        | près du parc rural de Pat Sin Leng et près du Temple Kwan Tei                                     | |
| 113  | Cham Tin Shan                    | 356          | Ma On Shan             | au nord de Ngau Chi Wan                                                                           | |
| 114  | Mont Stenhouse (Shan Tei Tong)   | 353          | sur l'île de Lamma     | nommé en l'honneur du village de Stenhouse (en), situé dans la banlieue d'Édimbourg en Écosse.    | |
| 115  | Mont Collinson                   | 348          | sur l'île de Hong Kong |                                                                                                   | Nommé en l'honneur du colonel Thomas Bernard Collinson (en), un inspecteur du Corps des Royal Engineers à Hong Kong (1821–1902)                                                                                         |
| 116  | Hebe Hill (Tsim Fung Shan)       | 346          | Ma On Shan             |                                                                                                   | |
| 117= | Pic High Junk (Tiu Yue Yung)     | 344          | Clear Water Bay        |                                                                                                   | |
| 117= | Cheung Lin Shan                  | 344          | sur l'île de Hong Kong |                                                                                                   | |
| 119  | Shek Sze Shan                    | 340          | sur l'île de Lantau    |                                                                                                   | |
| 120  | Tsim Fung Shan                   | 339          |                        | sur l'île de Lantau                                                                               | |
| 121= | Smuggler's Ridge                 | 337          | Kam Shan               | partie de Gin Drinker's Line                                                                      | |
| 121= | Tai Lo Tin                       | 337          | Ma On Shan             | près de Tate's Cairn                                                                              | |
| 123  | Pic Tsing Yi (Sam Chi Heung)     | 334          |                        | sur l'île de Tsing Yi                                                                             | |
| 124  | Pic D'Aguilar (Hok Tsui Shan)    | 325          | Shek O                 | à Shek O                                                                                          | Nommé en l'honneur du major-général de l'armée britannique George Charles D'Aguilar (en), lieutenant-gouverneur de Hong Kong                                                                                            |
| 125  | Wo Liu Tun                       | 324          |                        | sur l'île de Lantau                                                                               | |
| 126  | Sze Shan                         | 322          |                        | sur l'île de Lantau                                                                               | |
| 127  | Tai Tun                          | 317          | Sai Kung Ouest         |                                                                                                   | |
| 128  | Sai Wan Shan                     | 314          | Sai Kung Est           | fait face au Réservoir High Island                                                                | |
| 129= | Pic Pottinger                    | 312          | sur l'île de Hong Kong |                                                                                                   | Nommé en l'honneur de Henry Pottinger, premier gouverneur de Hong Kong (chef des forces armées britanniques à Hong Kong) et colonel de la Compagnie britannique des Indes orientales                                    |
| 129= | Kwai Au Shan                     | 312          | Ma On Shan             | au sud de Hebe Hillet au nord-est de Ngau Tau Kok                                                 | |
| 131  | Wang Leng                        | 311          |                        | sur l'île de Wang Leng ?                                                                          | |
| 132  | Eagle's Nest (Tsim Shan)         | 305          | Kam Shan               |                                                                                                   | |
| 133= | Black Hill                       | 304          |                        |                                                                                                   | Situé entre Yau Tong et Tiu Keng Leng face à la baie Tseung Kwan O ; nommé en l'honneur de Wilsone Black (en), major-général de l'armée britannique                                                                     |
| 133= | Kwun Yam Tung                    | 304          |                        | fait face à la baie Afternoon sur l'île de Cheung Chau                                            | |
| 135  | Lo Yan Shan                      | 303          | sur l'île de Lantau    |                                                                                                   | |
| 136= | Tai Che Tung                     | 302          | sur l'île de Lantau    |                                                                                                   | |
| 136= | Tap Chai Shan                    | 302          | sur l'île de Lantau    |                                                                                                   | |

### Collines de moindre importance
Il y a de nombreuses petites collines qui parsèment Hong Kong et d'autres qui ont disparu en raison de l'apparition de villes nouvelles :
| Nom                | Altitude (m) | Parc rural | Localisation                    | Remarques |
| ------------------ | ------------ | ---------- | ------------------------------- | --- |
| Mont Davis         | 269          |            | Kennedy Town                    | Nommé en l'honneur de John Francis Davis (en), ancien gouverneur de Hong Kong. |
| Chiu Keng Wan Shan | 247          |            | Entre Yau Tong et Tiu Keng Leng | |
| Pic du Diable      | 222          |            | Lei Yue Mun                     | |
| Braemar Hill       | < 200        |            | North Point                     | |
| Hammer Hill        | 140          |            | Ngau Chi Wan à New Kowloon      | |
| Mont Kaishan       | 121          |            | Yuen Long                       | |
| Leighton Hill      | < 100        |            | Causeway Bay et Happy Valley    | |
| Morrison Hill      | < 100        |            | Wan Chai                        | Nommé en l'honneur de John Robert Morrison, interprète en chinois, linguiste Britannique et Secrétaire d'état aux colonies. La colline a été aplanie au cours du plan de bonification des terres de Praya-Est (en) dans les années 1920. Les composants rocheux du lieu ont été utilisés afin de mettre en valeur les terres du port, prolongeant la ligne de rivage à l'écart de la zone. |
| Parish Hill        |              |            | Causeway Bay et Happy Valley    | Nommé en l'honneur du commodore John E. Parish, commandant de la flotte navale britannique en Chine entre 1873 et 1876. |
| Amah Rock          | 15           | Lion Rock  |                                 | Nommé en hommage à la déesse Mazu. Ce n'est pas une colline, mais un rocher au sommet d'une colline. |

## Volcans
- Tai Mo Shan
- Kwun Yam Shan, Lam Tsuen
- High Island Supervolcan[4]

## Collines disparues
- Sacred Hill